# Râul Sovata
Râul Sovata este un curs de apă, afluent al Râului Târnava Mică. Este un mic pârâu sărat. Acolo se varsă surplusurile de apă ale lacurilor Mierlei și Aluniș.

## Hărți
- Harta județului Mureș